# Nurul Alam Naqiatuddin Syah
Nurul Alam Naqiatuddin Syah, död 23 januari 1678, var regerande sultaninna av sultanatet Aceh på Sumatra från 1675 till 1678. Hon var Aches femtonde monark och den andra av dess kvinnliga monarker, som regerat efter varandra i femtioåtta år, i en obruten linje från 1641 till 1699.
Hon efterträdde Taj ul-Alam. Hennes bakgrund är inte bekräftad, men hon anges ha varit släkt med de tidigare sultanerna av Aceh. Det har spekulerats i att hennes företrädares lugna regim talade till förmån för att rådet skulle acceptera en till kvinna på tronen, och att detta också ansågs försvaga monarkin, något som gärna sågs av den lokala aristokratin. Hennes regeringstid är ihågkommen främst för att det var vid denna tid Aceh ska ha delats in i tre distrikt, vars överhuvuden sedan skulle godkänna och bekräfta den kungliga tronföljden. Detta var en reform som försvagade det kungliga enväldet i Aceh. Hon efterträddes av Inayat Zakiatuddin Syah, som enligt en version kan ha varit hennes dotter. 